# Élections législatives de 1877 dans les Landes
Les élections législatives de 1877 ont eu lieu le 14 octobre 1877.

## Députés élus
|   | Circonscription   | Député sortant                 |  | Groupe parlementaire | Député élu                     |  | Groupe parlementaire |
| - | ----------------- | ------------------------------ |  | -------------------- | ------------------------------ |  | -------------------- |
| 1 | Dax 1e            | Alexandre de Cardenau de Borda |  | Droite               | Alexandre de Cardenau de Borda |  | Droite               |
| 2 | Dax 2e            | Charles Boulart                |  | Appel au peuple      | Charles Boulart                |  | Appel au peuple      |
| 3 | Mont-de-Marsan 1e | Adhémar de Guilloutet          |  | Appel au peuple      | Adhémar de Guilloutet          |  | Appel au peuple      |
| 4 | Mont-de-Marsan 2e | Victor Lefranc                 |  | Centre gauche        | Jean-Émile Castaignède         |  | Appel au peuple      |
| 5 | Saint-Sever       | François de Laborde            |  | Appel au peuple      | François de Laborde            |  | Appel au peuple      |

## Résultats à l'échelle du département
| Partis         | Partis                            | Premier tour | Premier tour | Sièges |
| Partis         | Partis                            | Voix         | %            | Sièges |
| -------------- | --------------------------------- | ------------ | ------------ | ------ |
|                | Bonapartistes                     | 31 786       | 46,50        | 4      |
|                | Gauche républicaine, Républicains | 10 642       | 15,57        | 0      |
|                | Union républicaine                | 9 703        | 14,19        | 0      |
|                | Centre gauche                     | 9 699        | 14,19        | 0      |
|                | Légitimistes                      | 6 526        | 9,55         | 1      |
|                |                                   |              |              |        |
| Inscrits       | Inscrits                          | 83 770       | 100,00       | 5      |
| Votants        | Votants                           | 68 609       | 81,90        |        |
| Abstentions    | Abstentions                       | 15 161       | 18,10        |        |
| Blancs et nuls | Blancs et nuls                    | 253          | 0,30         |        |
| Exprimés       | Exprimés                          | 68 356       | 81,60        |        |

## Résultats par arrondissement

### Arrondissement de Dax

#### 1recirconscription
| Candidats      | Candidats                      | Étiquette           | Premier tour | Premier tour |
| Candidats      | Candidats                      | Étiquette           | Voix         | %            |
| -------------- | ------------------------------ | ------------------- | ------------ | ------------ |
|                | Alexandre de Cardenau de Borda | Légitimiste         | 6 526        | 52,65        |
|                | Gustave Loustalot              | Gauche républicaine | 5 869        | 47,35        |
|                |                                |                     |              |              |
| Inscrits       | Inscrits                       | Inscrits            | 14 731       | 100,00       |
| Votants        | Votants                        | Votants             | 12 448       | 84,50        |
| Abstention     | Abstention                     | Abstention          | 2 283        | 15,50        |
| Blancs et nuls | Blancs et nuls                 | Blancs et nuls      | 53           | 0,43         |
| Exprimés       | Exprimés                       | Exprimés            | 12 395       | 99,57        |

L'élection est invalidée par la Chambre le 7 février 1878. Une élection partielle a lieu.

#### 2ecirconscription
| Candidats      | Candidats                      | Étiquette      | Premier tour | Premier tour |
| Candidats      | Candidats                      | Étiquette      | Voix         | %            |
| -------------- | ------------------------------ | -------------- | ------------ | ------------ |
|                | François-Marie-Charles Boulart | Bonapartiste   | 7 656        | 61,60        |
|                | Dubois                         | Républicain    | 4 773        | 38,40        |
|                |                                |                |              |              |
| Inscrits       | Inscrits                       | Inscrits       | 14 901       | 100,00       |
| Votants        | Votants                        | Votants        | 12 462       | 83,63        |
| Abstention     | Abstention                     | Abstention     | 2 439        | 16,37        |
| Blancs et nuls | Blancs et nuls                 | Blancs et nuls | 33           | 0,26         |
| Exprimés       | Exprimés                       | Exprimés       | 12 429       | 99,74        |

### Arrondissement de Mont-de-Marsan

#### 1recirconscription Mont-de-Marsan
| Candidats      | Candidats             | Étiquette      | Premier tour | Premier tour |
| Candidats      | Candidats             | Étiquette      | Voix         | %            |
| -------------- | --------------------- | -------------- | ------------ | ------------ |
|                | Adhémar de Guilloutet | Bonapartiste   | 8 676        | 65,64        |
|                | Louis Pazat           | Centre gauche  | 4 542        | 34,36        |
|                |                       |                |              |              |
| Inscrits       | Inscrits              | Inscrits       | 16 567       | 100,00       |
| Votants        | Votants               | Votants        | 13 300       | 80,28        |
| Abstention     | Abstention            | Abstention     | 3 267        | 19,72        |
| Blancs et nuls | Blancs et nuls        | Blancs et nuls | 112          | 0,62         |
| Exprimés       | Exprimés              | Exprimés       | 13 218       | 99,38        |

#### 2ecirconscription Mont-de-Marsan
| Candidats      | Candidats              | Étiquette      | Premier tour, | Premier tour, |
| Candidats      | Candidats              | Étiquette      | Voix          | %             |
| -------------- | ---------------------- | -------------- | ------------- | ------------- |
|                | Jean-Émile Castaignède | Bonapartiste   | 5 722         | 52,60         |
|                | Victor Lefranc         | Centre gauche  | 5 157         | 47,40         |
|                |                        |                |               |               |
| Inscrits       | Inscrits               | Inscrits       | 13 403        | 100,00        |
| Votants        | Votants                | Votants        | 10 906        | 81,37         |
| Abstention     | Abstention             | Abstention     | 2 497         | 18,63         |
| Blancs et nuls | Blancs et nuls         | Blancs et nuls | 27            | 0,25          |
| Exprimés       | Exprimés               | Exprimés       | 10 879        | 99,75         |

### Arrondissement de Saint-Sever
| Candidats      | Candidats               | Étiquette          | Premier tour | Premier tour |
| Candidats      | Candidats               | Étiquette          | Voix         | %            |
| -------------- | ----------------------- | ------------------ | ------------ | ------------ |
|                | François de Laborde     | Bonapartiste       | 9 732        | 50,07        |
|                | Benoît-Martin Sourigues | Union républicaine | 9 703        | 49,93        |
|                |                         |                    |              |              |
| Inscrits       | Inscrits                | Inscrits           | 24 168       | 100,00       |
| Votants        | Votants                 | Votants            | 19 493       | 80,66        |
| Abstention     | Abstention              | Abstention         | 4 675        | 19,34        |
| Blancs et nuls | Blancs et nuls          | Blancs et nuls     | 58           | 0,30         |
| Exprimés       | Exprimés                | Exprimés           | 19 435       | 99,70        |

L'élection est invalidée par la Chambre le 10 décembre 1877. Une élection partielle a lieu le 27 janvier 1878.